# ソン・フレール -兄との約束-
『ソン・フレール -兄との約束-』（仏: Son frère, 英: His Brother）は、2003年制作のフランス映画。難病に冒された兄と、彼を見守る弟を通して生と死を見つめるシリアス・ドラマ。
2003年の第53回ベルリン国際映画祭にて銀熊賞を受賞した。

## ストーリー
弟リュックのゲイであることが受け入れることが出来ず、長いあいだ距離を置いてきた兄トマ。
しかし、自身が不治の病に冒されたことを知ると、最期の時間を兄弟で過ごしたいと願う。
リュックはそれを受け入れ、トマの看病に当たる。

## キャスト
- ブリュノ・トデスキーニ：トマ（兄）
- エリック・カラヴァカ（フランス語版）：リュック（弟）
- ナタリー・ブトゥフ（フランス語版）：クレール（トマの恋人）
- モーリス・ガレル（フランス語版）：海辺で出会う老人
- カトリーヌ・フェラン（フランス語版）：主治医
- アントワネット・モヤ（フランス語版）：母
- シルヴァン・ジャック（フランス語版）：ヴァンサン（リュックの恋人）
- フレッド・ユリス：父
- ロバンソン・ステヴナン：マニュエル (病院で出会う青年)
- クロディーヌ・ベニシュー
- カトリーヌ・ムーラン

- パスカル・グレゴリー：医師 (カメオ出演)